# Monasterio de Santa Ana (Jerusalén)

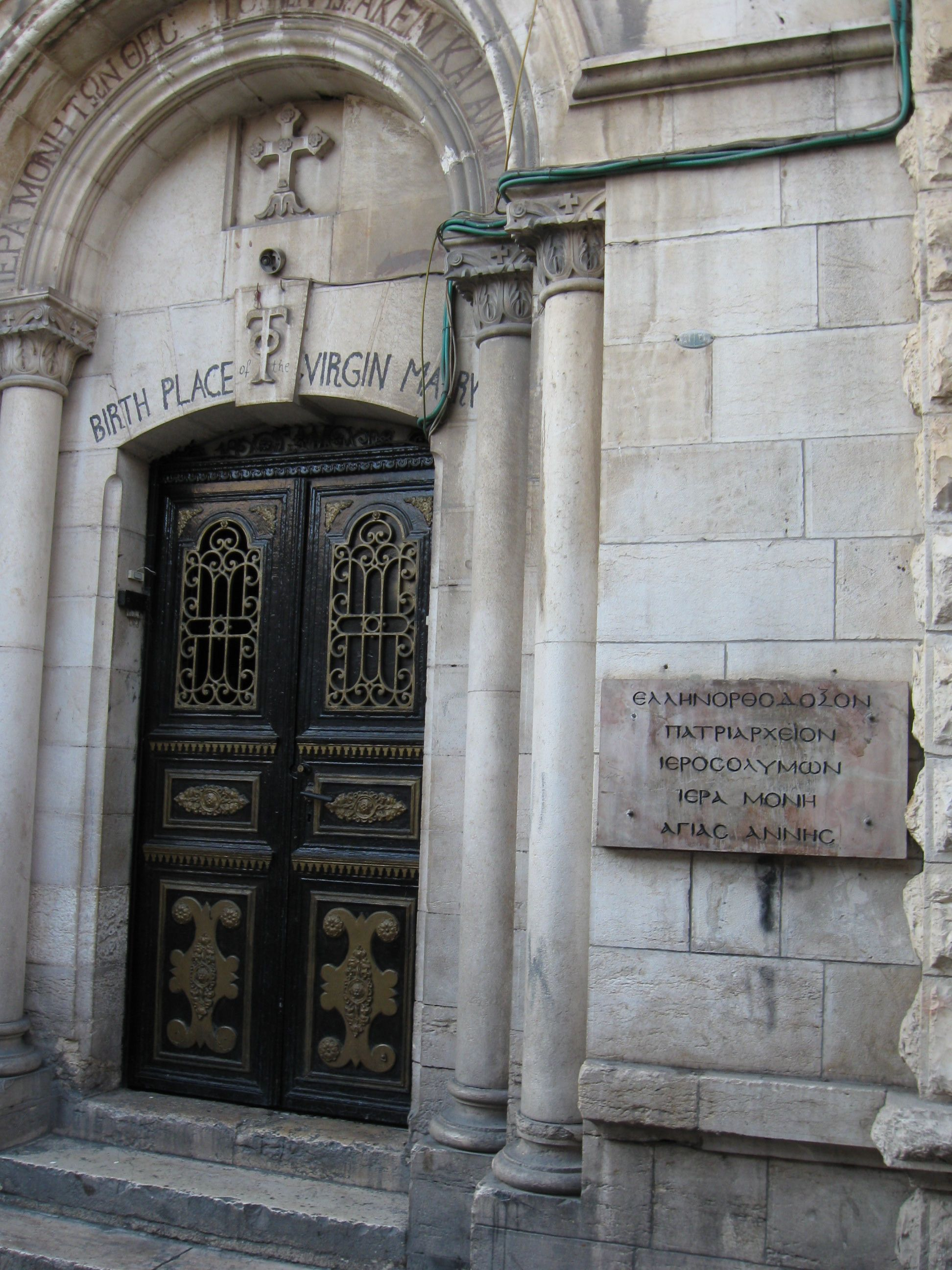
Puerta de entrada del monasterio.

El monasterio de Santa Ana es un monasterio greco-ortodoxo situado en el Barrio Musulmán de la Ciudad Vieja de Jerusalén, concretamente en la Vía Dolorosa, cerca de la puerta de Santa Ana, donde, según la tradición, vivieron Ana y Joaquín, padres de la Virgen María. 
El monasterio pertenece al patriarca griego de Jerusalén. El edificio actual data de 1907. Una iglesia situada en el primer piso se conoce como Nacimiento de la Virgen.